# Цибидо Сан Ђакомо (Милано)
Цибидо Сан Ђакомо (итал. Zibido San Giacomo) је насеље у Италији у округу Милано, региону Ломбардија.
Према процени из 2011. у насељу је живело 3705 становника. Насеље се налази на надморској висини од 100 м.

## Становништво
Према резултатима пописа становништва 2011. у општини је живело 6.552 становника.
| 1931. | 1936. | 1951. | 1961. | 1971. | 1981. | 1991. | 2001. | 2011. |
| ----- | ----- | ----- | ----- | ----- | ----- | ----- | ----- | ----- |
| 2.454 | 2.504 | 2.915 | 2.469 | 2.501 | 3.143 | 3.947 | 5.415 | 6.552 |

## Партнерски градови
- Villecresnes